# Raymond III de Rocozels
 (décembre 2020).
Si vous disposez d'ouvrages ou d'articles de référence ou si vous connaissez des sites web de qualité traitant du thème abordé ici, merci de compléter l'article en donnant les références utiles à sa vérifiabilité et en les liant à la section « Notes et références ».
Pour les articles homonymes, voir Raymond III.
Raymond d'Astolphe de Rocozels, né vers 1220 et mort vers 1280, est un prélat français qui fut évêque de Lodève, de 1263 à 1280, sous le nom Raymond III.

## Biographie
Raymond d'Astolphe de Rocozels naît vers 1220. Il est issu de la famille des Rocozels, tout comme Guillaume IV de Rocozels, évêque de Béziers (1198-1205).
Selon l'historien Ernest Martin qui se réfère aux auteurs du Gallia Christiana, Raymond III de Rocozels aurait été sacré évêque de Lodève le 13 janvier 1263, devenant ainsi le 41e évêque de Lodève, et succédant à Raymond de Belin. Son épiscopat fut marqué par de multiples démêlés avec des vassaux récalcitrants en particulier avec ceux de la famille des Guilhem de Clermont. Le 30 janvier 1270, Bérenger de Guilhem reconnut à l'évêque ses droits régaliens dont celui de battre monnaie. En 1274, Raymond III participa à Carcassonne à une assemblée des évêques pour interdire la sortie des blés de la province. Il décéda en 1280 et fut inhumé dans la chapelle située sous le clocher de la cathédrale.